# Joseph Victor Ejercito
Joseph Victor Ejercito (Manilla, 26 december 1969), ook wel JV Ejercito, is een Filipijns politicus. Ejercito werd in 2013 gekozen in de Filipijnse Senaat. Daarvoor was hij een termijn lid van het Filipijns Huis van Afgevaardigden en drie termijnen burgemeester van San Juan.

## Biografie
Joseph Victor Ejercito werd geboren op 26 december 1969 in de Filipijnse hoofdstad Manilla. Zijn ouders zijn Joseph Ejercito Estrada en Guia Gomez. Zijn vader was bij acteur en bij zijn geboorte net gekozen tot burgemeester van San Juan. Later was hij ook lid van de Filipijnse Senaat en werd hij in 1998 gekozen tot president van de Filipijnen. Zijn moeder is een zakenvrouw en voormalig actrice. Zij werd in 2010 gekozen tot burgemeester van San Juan. Ejercito behaalde na zijn middelbareschoolopleiding aan Xavier School een Bachelor of Arts-diploma politieke wetenschappen aan De La Salle University.
Bij de verkiezingen van 2001 werd Ejercito gekozen tot burgemeester van San Juan. Hij was de opvolger van zijn halfbroer Jinggoy Estrada. In 2004 en 2007 werd hij herkozen, waarna hij na zijn het voltooien van de maximale negen jaar als burgemeester bij de verkiezingen van 2010 werd gekozen als lid van het Filipijns Huis van Afgevaardigden namens het kiesdistrict van San Juan. Drie jaar later werd hij bij de verkiezingen van 2013 als een van de drie kandidaten van de oppositiecoalitie United Nationalist Alliance, gekozen in de Filipijnse Senaat.

## Privéleven
Ejercito trouwde met Hyacinth Lotuaco en kreeg met haar een zoon. Daarnaast heeft hij nog een oudere zoon.